# Leucoptera phyllocytisi
Leucoptera phyllocytisi is een vlinder uit de familie van de sneeuwmotten (Lyonetiidae). De wetenschappelijke naam van de soort is voor het eerst geldig gepubliceerd in 1935 door Hering.